# Príap d'Hostafrancs
El príap d'Hostafrancs és una escultura romana d'un Príap datada als segles II-III dC que es va trobar al barri d'Hostafrancs. S'exposa a la seu de Barcelona del Museu d'Arqueologia de Catalunya.

## Descripció
L'escultura està tallada en pedra sorrenca de Montjuïc a final del segle II o principi del segle iii en tallers locals de Barcelona. No és de gran qualitat, però es conserva en un estat acceptable encara que li falta el cap. Representa a Príap que s'aixeca la túnica per mostrar un penis enorme en erecció, mentre que amb els plecs de la roba recollida porta fruits i flors com a símbols de fecundidat. L'estàtua mesura més de 2m d'alçada i té un acabat llis per la part del darrere, per la qual cosa segurament hauria anat adossada a un temple o a la porta d'entrada del jardí d'una vil·la senyorial.
Priap era un déu de la fertilitat d'origen grec, representat per un jove amb el penis erecte, que també va ser venerat pels romans. Era símbol de la fertilitat i també protector dels jardins, per la qual cosa se'l situava a les entrades d'horts i jardins.

## Història
Va ser trobada el juliol de 1848 en unes obres prop de la Creu Coberta, al barri d'Hostafrancs, que en època romana era creuat per un ramal de la via Augusta per l'actual carretera de la Bordeta. El propietari del terreny, Pau Foxart, va donar la peça a l'Ajuntament de Barcelona a través de l'Acadèmia de Bones Lletres.
Després l'escultura va arribar al Museu d'Arqueologia de Catalunya, encara que inicialment es va guardar en magatzems. La peça finalment va ser exposada l'any 1986 dins la mostra El Museu Secret i des d'aleshores forma part de l'exposició permanent.